# Pseudorhaphitoma sienna
Pseudorhaphitoma sienna é uma espécie de gastrópode do gênero Pseudorhaphitoma, pertencente a família Mangeliidae.